# Депутаты Верховного Совета РСФСР от Удмуртской АССР

Депутаты Верховного Совета РСФСР от Удмуртской АССР
Депутаты указаны по году выборов в Верховный Совет РСФСР.

## 1938 год
1. Сунцова, Любовь Константиновна — Ижевский городской округ.
2. Соловьёв, Анатолий Васильевич — Ижевский сельский округ.
3. Мымрин, Павел Симонович — Сарапульский округ.
4. Ардашев, Константин Платонович — Воткинский округ.
5. Шлёнов, Дмитрий Васильевич — Можгинский округ.
6. Симонов, Сергей Гаврилович — Увинский округ.
7. Максимов, Семён Алексеевич — Глазовский округ.
8. Иванова, Пелагея Ивановна — Балезинский округ.

## 1959 год
1. Варенцов, Сергей Сергеевич, Маршал артиллерии. Сарапульский округ.
2. Ворончихин, Всеволод Александрович, первый заместитель Председателя Совета Министров, АССР. Можгинский округ.
3. Ефремов, Степан Андрианович, министр сельского хозяйства АССР. Увинский округ.
4. Игнатьев, Леонид Филиппович, второй секретарь обкома КПСС. Глазовский округ.
5. Корепанова, Мария Владимировна, колхозница. Балезинский округ.
6. Родыгина, Нина Степановна, монтажница завода. Ижевский — Азинский округ.
7. Старцев, Александр Иванович, председатель совнархоза. Ижевский — Пастуховский округ.
8. Чувашева, Наталья Петровна, колхозница. Воткинский округ.
9. Шамшурина, Нина Григорьевна, сборщица завода. Ижевский — Ждановский округ.

## 1963 год
1. Базуева, Федосия Николаевна, бригадир комплексной бригады колхоза «Россия» Ижевского производственного колхозно-совхозного управления. Ижевский сельский округ.
2. Дементьева, Прасковья Алексеевна, токарь завода имени Ленина. Первомайский округ.
3. Жулдыбин, Сергей Ильич, токарь машиностроительного завода. Воткинский округ.
4. Загребин, Арсений Михайлович, ректор Ижевского государственного медицинского института. Можгинский округ.
5. Иванов, Аркадий Данилович, председатель исполкома Ижевского городского Совета депутатов, трудящихся. Ленинский округ.
6. Марков, Аркадий Терентьевич, второй секретарь Удмуртского обкома КПСС. Увинский округ.
7. Никитина, Таисия Николаевна, звеньевая колхоза имени Ленина Кез-ского производственного колхозно-совхозного управления. Балезин-ский округ.
8. Смирнова, Мария Ивановна, аппаратчица механического завода. Глазовский округ.
9. Сысоев, Пётр Петрович, Председатель Президиума Верховного Совета Удмуртской АССР. Игринский округ.
10. Халипов, Иван Фёдорович, генерал-лейтенант. Сарапульский округ.

## 1967 год
1. Гущин, Павел Павлович, токарь Воткинского машиностроительного завода. Воткинский округ.
2. Климентьева, Таисия Петровна, свинарка колхоза «Россия» Игринского района. Игринский округ.
3. Корепанова, Антонина Ивановна, бригадир колхоза им. Чапаева, Балезинского района. Балезинский округ.
4. Красильников, Геннадий Дмитриевич, председатель правления Союза писателей Удмуртской АССР. Увинский округ.
5. Марков, Аркадий Терентьевич, второй секретарь Удмуртского обкома КПСС. Можгинский округ.
6. Николаев, Егор Николаевич, бригадир строительного треста № 18 «Главзападуралстроя». Индустриальный округ.
7. Санникова, Надежда Константиновна, фрезеровщица Ижевского механического завода. Первомайский округ.
8. Сысоев, Пётр Петрович, Председатель Президиума Верховного Совета Удмуртской АССР. Сарапульский округ.
9. Халипов, Иван Фёдорович, генерал-лейтенант. Глазовский округ.
10. Чураков, Лев Петрович, председатель исполкома Ижевского городского Совета депутатов, трудящихся. Ленинский округ.

## 1971 год
1. Андреева, Ираида Елизаровна, штукатур промышленно-строительного управления, г. Ижевск. Индустриальный округ.
2. Зотов, Михаил Семёнович, управляющий Российской республиканской конторой Госбанка СССР. Увинский округ.
3. Зыков, Михаил Ефимович, первый секретарь Ижевского горкома КПСС. Ленинский округ.
4. Иванова, Лия Савельевна, свинарка колхоза им. В. И. Ленина Балезинского района. Балезинский округ.
5. Никитин, Евстафий Петрович, второй секретарь Удмуртского обкома КПСС. Игринский округ.
6. Прокофьев, Валерий Александрович, токарь Ижевского завода нефтяного машиностроения. Первомайский округ.
7. Сысоев, Пётр Петрович, Председатель Президиума Верховного Совета Удмуртской АССР. Воткинский округ.
8. Тощевикова, Зинаида Ивановна, доярка совхоза «Удмуртский» Сарапульского района. Сарапульский округ.
9. Халипов, Иван Фёдорович, генерал-полковник. Глазовский округ.
10. Чураков, Николай Спиридонович, токарь сюгинского стекольного завода «Свет». Можгинский округ.

## 1975 год
1. Золотарёв, Николай Антонович, фрезеровщик Глазовского завода химического машиностроения. Глазовский округ.
2. Зыков, Михаил Ефимович, первый секретарь Ижевского горкома КПСС. Ленинский округ.
3. Некрасова, Галина Степановна, доярка совхоза «Россия» Балезинского района. Балезинский округ.
4. Никитин, Евстафий Петрович, второй секретарь Удмуртского обкома КПСС. Игринский округ.
5. Перцева, Надежда Николаевна, бригадир штукатуров, СУ-15 промышленно-строительного управления, Индустриальный округ.
6. Прокофьев, Валерий Александрович, токарь Ижевского завода нефтяного машиностроения. Первомайский округ.
7. Санникова, Анна Осиповна, свинарка колхоза «Заря» Каракулинского района. Сарапульский округ.
8. Сысоев, Пётр Петрович, Председатель Президиума Верховного Совета Удмуртской АССР. Воткинский округ.
9. Трофимов, Владимир Васильевич, министр здравоохранения РСФСР. Можгинский округ.
10. Халипов, Иван Фёдорович, генерал-полковник. Октябрьский округ.